# Порт-Лайонс (Аляска)
Порт-Лайонс (англ. Port Lions) — місто (англ. city) в США, в окрузі Кодіяк-Айленд штату Аляска. Населення — 170 осіб (2020).

## Географія
Порт-Лайонс розташований за координатами 57°52′39″ пн. ш. 152°51′57″ зх. д. / 57.87750° пн. ш. 152.86583° зх. д. (57.877613, -152.865808).  За даними Бюро перепису населення США в 2010 році місто мало площу 26,06 км², з яких 16,53 км² — суходіл та 9,53 км² — водойми. В 2017 році площа становила 22,60 км², з яких 12,91 км² — суходіл та 9,69 км² — водойми.

## Демографія
Згідно з переписом 2010 року, у місті мешкали 194 особи в 77 домогосподарствах у складі 54 родин. Густота населення становила 7 осіб/км².  Було 113 помешкання (4/км²).
Расовий склад населення:
| - 58,8 % — корінних американців - 36,1 % — білих - 2,6 % — азіатів |

До двох чи більше рас належало 2,6 %. Частка іспаномовних становила 1,5 % від усіх жителів.
За віковим діапазоном населення розподілялося таким чином: 24,2 % — особи молодші 18 років, 68,1 % — особи у віці 18—64 років, 7,7 % — особи у віці 65 років та старші. Медіана віку мешканця становила 44,3 року. На 100 осіб жіночої статі у місті припадало 104,2 чоловіків;  на 100 жінок у віці від 18 років та старших — 116,2 чоловіків також старших 18 років.
Середній дохід на одне домашнє господарство  становив 59 096 доларів США (медіана — 41 042), а середній дохід на одну сім'ю — 74 314 долари (медіана — 68 750). За межею бідності перебувало 20,8 % осіб, у тому числі 17,1 % дітей у віці до 18 років та 2,1 % осіб у віці 65 років та старших.
Цивільне працевлаштоване населення становило 73 особи. Основні галузі зайнятості: освіта, охорона здоров'я та соціальна допомога — 20,5 %, публічна адміністрація — 16,4 %, сільське господарство, лісництво, риболовля — 16,4 %.